# جائحة كوفيد-19 في أرض الصومال
تم تأكيد وصول جائحة كوفيد-19 في أبريل 2020 إلى ارض الصومال ، وهي دولة تتمتع بالحكم الذاتي في شمال شرق الصومال. سجلت بونتلاند إحدى عشر حالة إصابة بفيروس كوفيد-19 وحالة وفاة واحدة على الأقل بسبب الفيروس بحلول 2 مايو 2020، على الرغم من اعتقاد مسؤولي بونتلاند أن العدد الفعلي لإصابات كوفيد-19 أعلى من ذلك بكثير. بونتلاند هي منطقة الصومال التي بها ثاني أعلى عدد من حالات الإصابة بفيروس كوفيد-19، بعد بنادر، اعتبار من 25 مايو 2020.

## الخط الزمني

### مارس 2020
رفض مسؤولو بونتلاند في البداية إغلاق المساجد عندما تم تأكيد حالات الإصابة بمرض كوفيد-19 في مناطق أخرى من الصومال في مارس 2020.

### أبريل 2020
تم الإبلاغ عن أول حالة مؤكدة ووفاة في 23 أبريل.

### مايو 2020
بحلول 2 مايو، كان هناك 11 حالة مؤكدة، منها حالة وفاة واحدة.
بحلول مايو 2020، ثبتت إصابة العديد من وزراء حكومة بونتلاند ومستشاري رئيس بونتلاند سعيد عبد الله داني بفيروس كوفيد-19. صرح وزير الصحة في بونتلاند جاما فرح حسن أن وزيرين في حكومة بونتلاند ثبتت إصابتهما بالفيروس بحلول 8 مايو 2020. أبلغ وزير التجارة في بونتلاند عبد الله عبدي هيرسي لأول مرة عن آلام في العين، وهي أحد الأعراض المحتملة لمرض كوفيد-19، في 6 مايو 2020. وقد طلب العلاج وتم تشخيص إصابته بفيروس كوفيد-19 في 9 مايو 2020. قام هيرسي مؤخرًا بجولة لتفقد أضرار الفيضانات في كاردو ، حيث يعتقد أنه ربما أصيب بالفيروس.
بحلول 11 مايو كان هناك 84 حالة مؤكدة، منها أربع حالات وفاة. وبعد أسبوع ارتفع عدد الحالات المؤكدة إلى 136 حالة
في 25 مايو 2020، أعلنت وزارة الزراعة عن وفاة وزير الزراعة والبيئة وتغير المناخ في بونتلاند إسماعيل جماديد بسبب فيروس كورونا. وكان غامديد قد أصيب بفيروس كورونا في بونتلاند، ولكن تم نقله إلى مستشفى في مقديشو لتلقي العلاج لعدة أسابيع.

### سبتمبر 2020
وبحلول منتصف سبتمبر/أيلول، كان هناك 496 حالة، منها تسع حالات وفاة.

### فبراير 2021
وبحلول 8 فبراير/شباط، كان عدد الحالات 1182 حالة. وبحلول 26 فبراير، ارتفع عدد الحالات المؤكدة إلى 1349 حالة.